# Masked Wolf
Harry Michael (* 12. Februar 1991 in Sydney), bekannt als Masked Wolf, ist ein australischer Rapper aus Sydney. Bekannt wurde er 2021 mit seinem internationalen Hit Astronaut in the Ocean.

## Biografie
Harry Michael wuchs nach der Trennung seiner Eltern bei seinen griechisch-orthodoxen Großeltern auf. Mit 13 begann er, inspiriert durch Eminem, 50 Cent und Kevin Gates, mit dem Rappen. Später wurde der Kanadier Drake sein Vorbild. In seinen Texten verarbeitete er seine depressiven Stimmungen und jugendliche Gruppenzwänge. Er beschloss, seine Musikkarriere ernsthaft zu verfolgen, aber ein schlechter Managementvertrag führte dazu, dass er fünf Jahre lang nichts veröffentlichte.
Erst in den späten 2010er Jahren fand er einen neuen Manager und stellte 2018 seine erste Single Speed Racer online. Im Jahr darauf entstand der Song Astronaut in the Ocean, der aber anfänglich wenig Beachtung fand. Erst nach und nach verbreitete sich der Song über Mundpropaganda weiter, und eineinhalb Jahre später tauchte er auf immer mehr Playlists auf. Er unterschrieb beim US-Label Elektra, das auch seine Landsfrau Tones and I unter Vertrag genommen hatte. Schließlich verhalf die Verwendung in der Internetplattform Tik Tok in mehreren 100.000 Videos Anfang 2021 dem Lied zum internationalen Durchbruch. In zahlreichen Ländern von Australien über Europa bis Nordamerika stieg das Lied daraufhin in die Charts ein.

## Diskografie
Lieder
- Speed Racer (2018)
- Vibin’ (2019)
- Numb (2019)
- Astronaut in the Ocean (2019)
- Evil on the Inside (mit iiiConic, 2019)
- Switch (2020)
- Night Rider (2020)
- Star (mit Yung Gwopp, 2020)
- Water Walkin’ (2020)
- Fallout (mit Bring Me the Horizon, 2022)

## Auszeichnungen für Musikverkäufe
| Goldene Schallplatte - Brasilien - 2022: für die Single Astronaut in the Ocean (Alok Remix) - Spanien - 2024: für die Single Astronaut in the Ocean Platin-Schallplatte - Dänemark - 2024: für die Single Astronaut in the Ocean - Italien - 2021: für die Single Astronaut in the Ocean - Portugal - 2021: für die Single Astronaut in the Ocean | 3× Platin-Schallplatte - Brasilien - 2021: für die Single Astronaut in the Ocean - Neuseeland - 2023: für die Single Astronaut in the Ocean 4× Platin-Schallplatte - Polen - 2023: für die Single Astronaut in the Ocean Diamantene Schallplatte - Frankreich - 2025: für die Single Astronaut in the Ocean |

Anmerkung: Auszeichnungen in Ländern aus den Charttabellen bzw. Chartboxen sind in ebendiesen zu finden.
| Land/RegionAuszeichnungen für Musikverkäufe (Land/Region, Auszeichnungen, Verkäufe, Quellen) | Gold     | Platin       | Diamant  | Verkäufe  | Quellen             |
| -------------------------------------------------------------------------------------------- | -------- | ------------ | -------- | --------- | ------------------- |
| Australien (ARIA)                                                                            | —        | 3× Platin3   | —        | 210.000   | aria.com.au         |
| Brasilien (PMB)                                                                              | Gold1    | 3× Platin3   | —        | 140.000   | pro-musicabr.org.br |
| Dänemark (IFPI)                                                                              | —        | Platin1      | —        | 90.000    | ifpi.dk             |
| Deutschland (BVMI)                                                                           | —        | Platin1      | —        | 400.000   | musikindustrie.de   |
| Frankreich (SNEP)                                                                            | —        | —            | Diamant1 | 333.333   | snepmusique.com     |
| Italien (FIMI)                                                                               | —        | Platin1      | —        | 70.000    | fimi.it             |
| Neuseeland (RMNZ)                                                                            | —        | 3× Platin3   | —        | 90.000    | radioscope.co.nz    |
| Österreich (IFPI)                                                                            | —        | 2× Platin2   | —        | 60.000    | ifpi.at             |
| Polen (ZPAV)                                                                                 | —        | 4× Platin4   | —        | 200.000   | olis.pl             |
| Portugal (AFP)                                                                               | —        | Platin1      | —        | 10.000    | Einzelnachweise     |
| Spanien (Promusicae)                                                                         | Gold1    | —            | —        | 30.000    | elportaldemusica.es |
| Vereinigte Staaten (RIAA)                                                                    | —        | 2× Platin2   | —        | 2.000.000 | riaa.com            |
| Vereinigtes Königreich (BPI)                                                                 | —        | Platin1      | —        | 600.000   | bpi.co.uk           |
| Insgesamt                                                                                    | 2× Gold2 | 22× Platin22 | Diamant1 |           |                     |